# Bassin de Nemegt
Le bassin de Nemegt est situé dans la partie nord-ouest du désert de Gobi, dans la province d'Ömnögovĭ dans la partie sud de la Mongolie. Il est connu localement comme la « vallée des dragons », car il est une source de nombreuses espèces de fossiles, y compris de dinosaures, d'œufs de dinosaures et empreintes fossiles. 

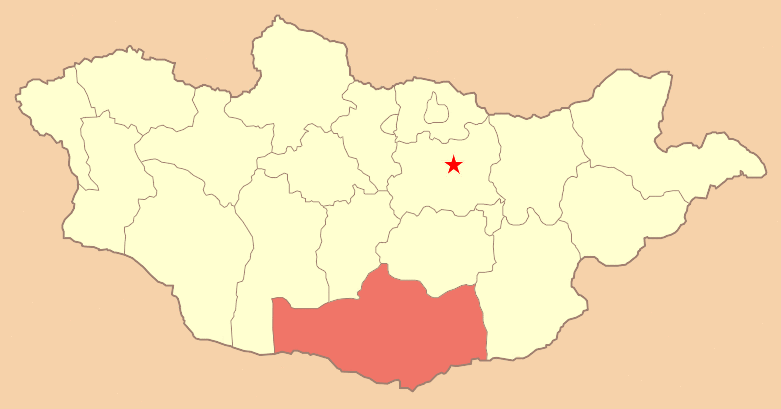
Carte de la Mongolie, montrant la province d'Ömnögovĭ.

Les principales formations géologiques à faciès continentaux du Crétacé terminal de la région sont appelées formation de Nemegt, formation de Barun Goyot et formation de Djadokhta, par ordre d'âge, des plus jeunes (les plus superficielles) aux plus anciennes (les plus profondes) :
|                  | Formations géologiques   | Étages                                     | Datations en Ma |
| ---------------- | ------------------------ | ------------------------------------------ | --------------- |
| Crétacé terminal | Formation de Nemegt      | Maastrichtien inférieur                    | 69 à 71 Ma      |
| Crétacé terminal | Formation de Barun Goyot | Maastrichtien basal                        | 71 à 72 Ma      |
| Crétacé terminal | Formation de Djadokhta   | ? Santonien terminal à Campanien supérieur | ? 72 à 84 Ma ,  |